# ISO 1
Міжнародний стандарт ISO 1 визначає стандартну еталонну температуру для геометричної специфікації та верифікації товарів величиною 20 °C, що еквівалентно 293.15 K та 68 °F.
Завдяки тепловому розширенню, прецизійні вимірювання довжини повинні проводитися при визначеній температурі (або конвертуватися до неї). ISO 1 Допомагає при порівняльних вимірюваннях визначаючи таку еталонну температуру. Еталонна температура 20 °C була прийнята CIPM 15 квітня 1931, і стала ISO рекомендацією під номером 1 в 1951. Незабаром вона замінила інші всесвітні еталонні температури для вимірювання довжини, які виробники прецизійного обладнання використовували до того, включаючи 0 °C, 62 °F, та 25 °C. Серед причин, що спонукали до вибору 20 °C, були комфортабельна і практична для роботи температура і те, що вона має ціле значення на обох Цельсія та Фаренгейта шкалах.